# Grand Prix de Helsinque de 2018
Grand Prix de Helsinque de 2018 foi a primeira edição do Grand Prix de Helsinque, um evento anual de patinação artística no gelo organizado pela Associação Finlandesa de Patinação (em finlandês:  Suomen Taitoluisteluliitto, STLL), e que fez parte do Grand Prix de 2018–19. A competição foi disputada entre os dias 2 de novembro e 4 de novembro, na cidade de Helsinque, Finlândia.
A Finlândia substituiu o Cup of China, pois a Associação Chinesa de Patinação (em inglês:  Chinese Skating Association) decidiu não sediar nenhum evento da ISU na temporada 2018–19.

## Eventos
- Individual masculino
- Individual feminino
- Duplas
- Dança no gelo

## Medalhistas
| Evento                        | Ouro                                         | Prata                                         | Bronze                                               |
| Individual masculino detalhes | Yuzuru Hanyu · Japão                         | Michal Březina · República Tcheca             | Cha Jun-hwan · Coreia do Sul                         |
| Individual feminino detalhes  | Alina Zagitova · Rússia                      | Stanislava Konstantinova · Rússia             | Kaori Sakamoto · Japão                               |
| Duplas detalhes               | Natalia Zabiiako · Alexander Enbert · Rússia | Nicole Della Monica · Matteo Guarise · Itália | Daria Pavliuchenko · Denis Khodykin · Rússia         |
| Dança no gelo detalhes        | Alexandra Stepanova · Ivan Bukin · Rússia    | Charlène Guignard · Marco Fabbri · Itália     | Lorraine McNamara · Quinn Carpenter · Estados Unidos |

## Resultados

### Individual masculino
| Pos.              | Nome              | Nacionalidade    | Pontos | PC         | PL          |
| ----------------- | ----------------- | ---------------- | ------ | ---------- | ----------- |
| Medalha de ouro   | Yuzuru Hanyu      | Japão            | 297.12 | 106.69 (1) | 190.43 (1)  |
| Medalha de prata  | Michal Březina    | República Tcheca | 257.98 | 93.31 (2)  | 164.67 (2)  |
| Medalha de bronze | Cha Jun-hwan      | Coreia do Sul    | 243.19 | 82.82 (4)  | 160.37 (3)  |
| 4                 | Mikhail Kolyada   | Rússia           | 238.79 | 81.76 (6)  | 157.03 (4)  |
| 5                 | Jin Boyang        | China            | 227.28 | 85.97 (3)  | 141.31 (5)  |
| 6                 | Andrei Lazukin    | Rússia           | 218.22 | 82.54 (5)  | 135.68 (7)  |
| 7                 | Alexei Krasnozhon | Estados Unidos   | 211.03 | 74.05 (8)  | 136.98 (6)  |
| 8                 | Keiji Tanaka      | Japão            | 206.82 | 80.60 (7)  | 126.22 (9)  |
| 9                 | Alexei Bychenko   | Israel           | 202.33 | 73.44 (9)  | 128.89 (8)  |
| 10                | Phillip Harris    | Reino Unido      | 182.66 | 58.99 (10) | 123.67 (10) |
| 11                | Valtter Virtanen  | Finlândia        | 154.74 | 48.16 (11) | 106.58 (11) |

### Individual feminino
| Pos.              | Nome                     | Nacionalidade  | Pontos | PC         | PL         |
| ----------------- | ------------------------ | -------------- | ------ | ---------- | ---------- |
| Medalha de ouro   | Alina Zagitova           | Rússia         | 215.29 | 68.90 (1)  | 146.39 (1) |
| Medalha de prata  | Stanislava Konstantinova | Rússia         | 197.57 | 62.56 (4)  | 135.01 (3) |
| Medalha de bronze | Kaori Sakamoto           | Japão          | 197.42 | 57.26 (7)  | 140.16 (2) |
| 4                 | Yuna Shiraiwa            | Japão          | 191.46 | 63.77 (2)  | 127.69 (5) |
| 5                 | Loena Hendrickx          | Bélgica        | 191.22 | 63.17 (3)  | 128.05 (4) |
| 6                 | Daria Panenkova          | Rússia         | 161.48 | 58.23 (6)  | 103.25 (9) |
| 7                 | Kim Ha-nul               | Coreia do Sul  | 160.15 | 55.38 (8)  | 104.77 (8) |
| 8                 | Viveca Lindfors          | Finlândia      | 159.62 | 52.95 (10) | 106.67 (6) |
| 9                 | Emmi Peltonen            | Finlândia      | 158.72 | 59.90 (5)  | 98.82 (10) |
| 10                | Rika Hongo               | Japão          | 156.59 | 51.11 (11) | 105.48 (7) |
| 11                | Angela Wang              | Estados Unidos | 149.57 | 53.76 (9)  | 95.81 (11) |

### Duplas
| Pos.              | Nome                                       | Nacionalidade   | Pontos | PC        | PL         |
| ----------------- | ------------------------------------------ | --------------- | ------ | --------- | ---------- |
| Medalha de ouro   | Natalia Zabiiako / Alexander Enbert        | Rússia          | 198.51 | 67.59 (2) | 130.92 (1) |
| Medalha de prata  | Nicole Della Monica / Matteo Guarise       | Itália          | 185.77 | 68.18 (1) | 117.59 (3) |
| Medalha de bronze | Daria Pavliuchenko / Denis Khodykin        | Rússia          | 185.61 | 63.80 (3) | 121.81 (2) |
| 4                 | Miriam Ziegler / Severin Kiefer            | Áustria         | 174.81 | 62.69 (4) | 112.12 (5) |
| 5                 | Ryom Tae-ok / Kim Ju-sik                   | Coreia do Norte | 174.24 | 56.87 (5) | 117.37 (4) |
| 6                 | Deanna Stellato-Dudek / Nathan Bartholomay | Estados Unidos  | 159.21 | 56.44 (6) | 102.77 (6) |
| 7                 | Laura Barquero / Aritz Maestu              | Espanha         | 149.54 | 50.91 (7) | 98.63 (8)  |
| 8                 | Miu Suzaki / Ryuichi Kihara                | Japão           | 145.65 | 46.22 (8) | 99.43 (7)  |

### Dança no gelo
| Pos.              | Nome                                     | Nacionalidade  | Pontos | DC         | DL         |
| ----------------- | ---------------------------------------- | -------------- | ------ | ---------- | ---------- |
| Medalha de ouro   | Alexandra Stepanova / Ivan Bukin         | Rússia         | 200.09 | 78.18 (1)  | 121.91 (1) |
| Medalha de prata  | Charlène Guignard / Marco Fabbri         | Itália         | 196.29 | 77.36 (2)  | 118.93 (2) |
| Medalha de bronze | Lorraine Mcnamara / Quinn Carpenter      | Estados Unidos | 176.66 | 71.40 (3)  | 105.26 (4) |
| 4                 | Sara Hurtado / Kirill Khaliavin          | Espanha        | 172.09 | 66.25 (5)  | 105.84 (3) |
| 5                 | Christina Carreira / Anthony Ponomarenko | Estados Unidos | 167.28 | 66.93 (4)  | 100.35 (5) |
| 6                 | Juulia Turkkila / Matthias Versluis      | Finlândia      | 160.62 | 63.06 (6)  | 97.56 (6)  |
| 7                 | Betina Popova / Sergey Mozgov            | Rússia         | 157.56 | 62.35 (7)  | 95.21 (8)  |
| 8                 | Jasmine Tessari / Francesco Fioretti     | Itália         | 153.89 | 58.48 (8)  | 95.41 (7)  |
| 9                 | Shari Koch / Christian Nüchtern          | Alemanha       | 143.62 | 56.71 (9)  | 86.91 (10) |
| 10                | Katharina Müller / Tim Dieck             | Alemanha       | 143.59 | 56.59 (10) | 87.00 (9)  |

## Quadro de medalhas
| Ordem | País             | Medalha de ouro | Medalha de prata | Medalha de bronze |    | Ordem por total |
| ----- | ---------------- | --------------- | ---------------- | ----------------- | -- | --------------- |
| 1     | Rússia           | 3               | 1                | 1                 | 5  | 1               |
| 2     | Japão            | 1               |                  | 1                 | 2  | 2               |
| 3     | Itália           |                 | 2                |                   | 2  | 2               |
| 3     | República Tcheca |                 | 1                |                   | 1  | 4               |
| 5     | Coreia do Sul    |                 |                  | 1                 | 1  | 4               |
| 6     | Estados Unidos   |                 |                  | 1                 | 1  | 4               |
| TOTAL | TOTAL            | 4               | 4                | 4                 | 12 | —               |